# Senátní obvod č. 42 – Kolín
Senátní obvod č. 42 – Kolín je podle zákona č. 247/1995 Sb. tvořen celým okresem Kolín, jižní částí okresu Nymburk, ohraničenou na severu obcemi Přerov nad Labem, Semice, Ostrá, Hradištko, Sadská, Zvěřínek, Hořátev, Kovanice, Poděbrady a Sokoleč, a částí okresu Praha-východ, tvořenou obcemi Čelákovice, Mochov, Zápy, Svémyslice, Zeleneč, Nehvizdy a Vyšehořovice.
Současným senátorem je od roku 2020 Pavel Kárník za STAN.

## Senátoři

Vladislav Malát
Jan Rakušan
Pavel Lebeda
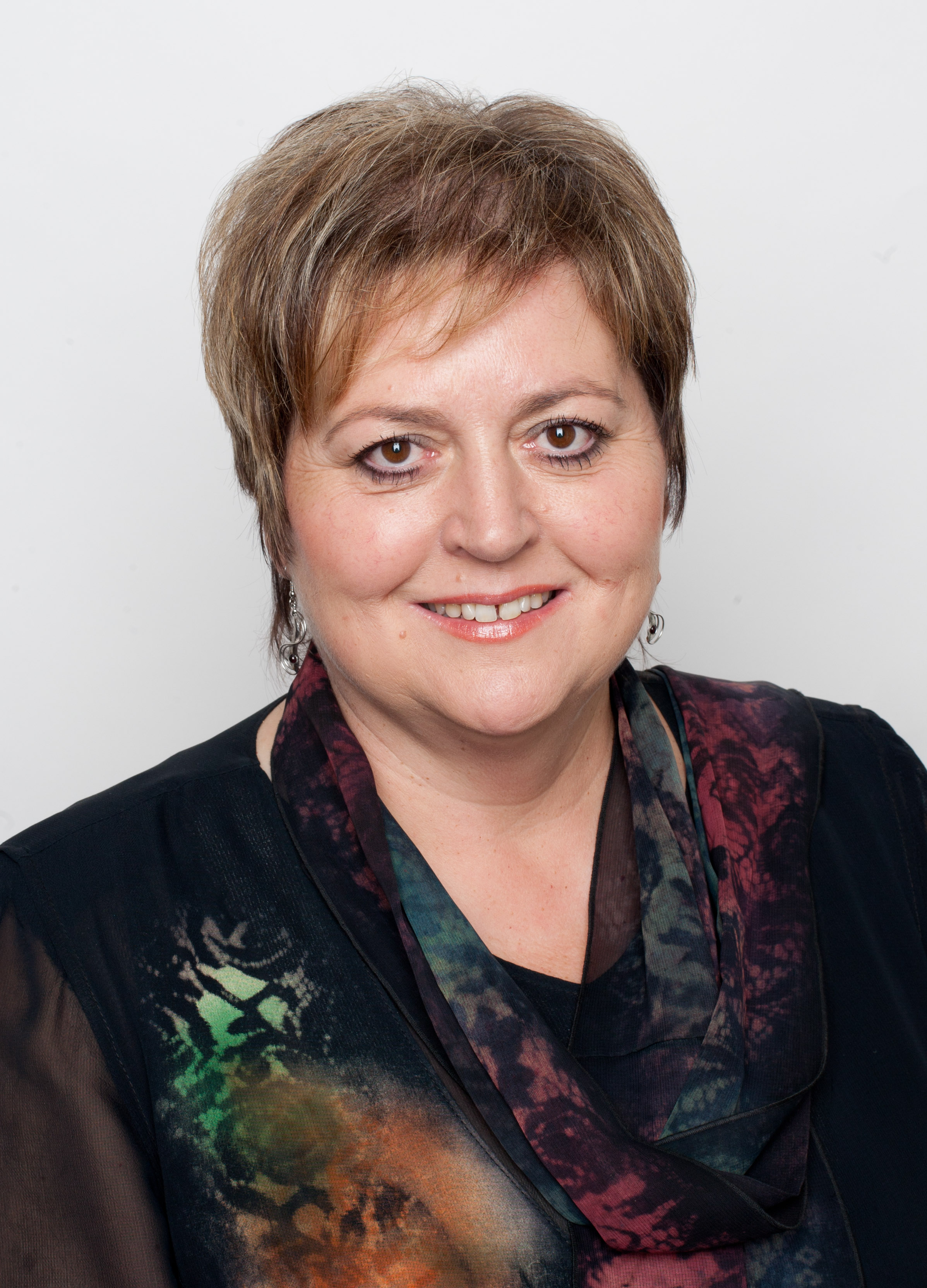
Emilie Třísková
Pavel Kárník

| Volby | Volby              | Senátor                          | Volební strana | Navrhující strana | Politická příslušnost | Odkaz  |
| ----- | ------------------ | -------------------------------- | -------------- | ----------------- | --------------------- | ------ |
|       | 1996               | doc. RNDr. Vladislav Malát, CSc. | ODS            | ODS               | ODS                   | profil |
|       | 2002               | MUDr. Jan Rakušan                | ČSSD           | ČSSD              | BEZPP                 | profil |
| 2008  | MUDr. Pavel Lebeda | profil                           | ČSSD           | ČSSD              | BEZPP                 |        |
| 2014  | Emilie Třísková    | ČSSD                             | ČSSD           | ČSSD              | profil                |        |
|       | 2020               | Mgr. Pavel Kárník                | STAN           | STAN              | BEZPP                 | profil |

## Volby

### Rok 1996
| Kandidát | Kandidát                         | Volební strana | Navrhující strana | Politická příslušnost | Počet hlasů (1. kolo) | %     | Počet hlasů (2. kolo) | %     |
| -------- | -------------------------------- | -------------- | ----------------- | --------------------- | --------------------- | ----- | --------------------- | ----- |
|          | doc. RNDr. Vladislav Malát, CSc. | ODS            | ODS               | ODS                   | 13 677                | 35,82 | 19 464                | 55,28 |
|          | JUDr. Karel Vízner               | ČSSD           | ČSSD              | ČSSD                  | 7 600                 | 19,90 | 15 749                | 44,72 |
|          | František Švarc                  | KSČM           | KSČM              | KSČM                  | 6 287                 | 16,46 | —                     | —     |
|          | doc. JUDr. Václav Mezřický       | ODA            | ODA               | BEZPP                 | 5 861                 | 15,35 | —                     | —     |
|          | MUDr. Luděk Rubáš                | NK             | NK                | ODS                   | 4 288                 | 11,23 | —                     | —     |
|          | Ing. Jiří Dušek                  | RSZML          | RSZML             | RSZML                 | 473                   | 1,24  | —                     | —     |

### Rok 2002
| Kandidát | Kandidát                         | Volební strana | Navrhující strana | Politická příslušnost | Počet hlasů (1. kolo) | %     | Počet hlasů (2. kolo) | %     |
| -------- | -------------------------------- | -------------- | ----------------- | --------------------- | --------------------- | ----- | --------------------- | ----- |
|          | MUDr. Jan Rakušan                | ČSSD           | ČSSD              | BEZPP                 | 6 270                 | 25,46 | 20 498                | 60,91 |
|          | doc. RNDr. Vladislav Malát, CSc. | ODS            | ODS               | ODS                   | 5 717                 | 23,22 | 13 150                | 39,08 |
|          | František Švarc                  | KSČM           | KSČM              | KSČM                  | 4 363                 | 17,72 | —                     | —     |
|          | Zdenka Majerová                  | SNK            | SNK               | BEZPP                 | 3 801                 | 15,43 | —                     | —     |
|          | Ing. Jiří Otta                   | NK             | NK                | BEZPP                 | 2 764                 | 11,22 | —                     | —     |
|          | MVDr. Jan Černý                  | US-DEU         | US-DEU            | US-DEU                | 1 704                 | 6,92  | —                     | —     |

### Rok 2008
| Kandidát | Kandidát              | Volební strana | Navrhující strana | Politická příslušnost | Počet hlasů (1. kolo) | %     | Počet hlasů (2. kolo) | %     |
| -------- | --------------------- | -------------- | ----------------- | --------------------- | --------------------- | ----- | --------------------- | ----- |
|          | MUDr. Pavel Lebeda    | ČSSD           | ČSSD              | BEZPP                 | 11 060                | 25,53 | 20 489                | 56,96 |
|          | Jiří Buřič            | ODS            | ODS               | ODS                   | 10 655                | 24,60 | 13 679                | 40,03 |
|          | MUDr. Václav Navrátil | SNK ED         | SNK ED            | SNK ED                | 8 730                 | 20,15 | —                     | —     |
|          | František Švarc       | KSČM           | KSČM              | KSČM                  | 6 724                 | 15,52 | —                     | —     |
|          | Robert Drda           | SZ             | SZ                | SZ                    | 2 821                 | 6,51  | —                     | —     |
|          | MVDr. Jan Černý       | STŘEDOČ.       | US-DEU            | US-DEU                | 1 575                 | 3,63  | —                     | —     |
|          | Jaroslav Němeček      | HNPD           | HNPD              | BEZPP                 | 800                   | 1,84  | —                     | —     |
|          | Jiří Zub              | ČSNS 2005, SZR | ČSNS 2005         | BEZPP                 | 647                   | 1,49  | —                     | —     |
|          | RNDr. Jiří Hanzlíček  | SDŽ            | SDŽ               | SDŽ                   | 301                   | 0,69  | —                     | —     |

### Rok 2014
| Kandidát | Kandidát              | Volební strana | Navrhující strana | Politická příslušnost | Počet hlasů (1. kolo) | %     | Počet hlasů (2. kolo) | %     |
| -------- | --------------------- | -------------- | ----------------- | --------------------- | --------------------- | ----- | --------------------- | ----- |
|          | Emilie Třísková       | ČSSD           | ČSSD              | ČSSD                  | 11 111                | 26,11 | 10 027                | 56,24 |
|          | MUDr. Milan Rak       | ODS            | ODS               | BEZPP                 | 7 828                 | 18,39 | 7 799                 | 43,75 |
|          | Mgr. Pavel Kárník     | TOP 09, STAN   | TOP 09            | TOP 09                | 7 143                 | 16,78 | —                     | —     |
|          | Ing. Regina Davídková | ANO            | ANO               | ANO                   | 6 779                 | 15,93 | —                     | —     |
|          | František Švarc       | KSČM           | KSČM              | KSČM                  | 4 750                 | 11,16 | —                     | —     |
|          | Ing. Roman Škrabánek  | Úsvit          | Úsvit             | BEZPP                 | 3 787                 | 8,90  | —                     | —     |
|          | MUDr. Pavel Lebeda    | Republika      | Republika         | BEZPP                 | 1 149                 | 2,70  | —                     | —     |

### Rok 2020
| Kandidát | Kandidát                              | Volební strana       | Navrhující strana | Politická příslušnost | Počet hlasů (1. kolo) | %     | Počet hlasů (2. kolo) | %     |
| -------- | ------------------------------------- | -------------------- | ----------------- | --------------------- | --------------------- | ----- | --------------------- | ----- |
|          | Mgr. Pavel Kárník                     | STAN                 | STAN              | BEZPP                 | 8 971                 | 20,05 | 15 197                | 79,48 |
|          | MUDr. Igor Karen                      | ANO                  | ANO               | ANO                   | 6 627                 | 14,81 | 3 923                 | 20,51 |
|          | Mgr. Michal Zapletal                  | ODS                  | ODS               | ODS                   | 6 451                 | 14,41 | —                     | —     |
|          | Emilie Třísková                       | NK                   | NK                | BEZPP                 | 5 295                 | 11,83 | —                     | —     |
|          | Mgr. Tomáš Klinecký                   | TOP 09, Hlas, Zelení | TOP 09            | TOP 09                | 4 603                 | 10,28 | —                     | —     |
|          | Mgr. Cyril Koky, MPA                  | Piráti               | Piráti            | Piráti                | 4 173                 | 9,32  | —                     | —     |
|          | doc. Mgr. Petr Žantovský, Ph.D.       | SPD                  | SPD               | BEZPP                 | 2 515                 | 5,62  | —                     | —     |
|          | Ing. Martin Škorpík                   | KSČM                 | KSČM              | KSČM                  | 2 186                 | 4,88  | —                     | —     |
|          | PhDr. et Mgr. Ivanka Kohoutová, Ph.D. | Trikolóra            | Trikolóra         | BEZPP                 | 1 630                 | 3,64  | —                     | —     |
|          | Ing. Karel Otava                      | ČSSD                 | ČSSD              | ČSSD                  | 1 195                 | 2,67  | —                     | —     |
|          | Ing. Jiří Otta                        | NK                   | NK                | BEZPP                 | 1 091                 | 2,43  | —                     | —     |

## Volební účast
|  | nejvyšší volební účast |  | nejnižší volební účast |

| Rok  | % (1. kolo) | % (2. kolo) |
| ---- | ----------- | ----------- |
| 1996 | 37,62       | 34,19       |
| 2002 | 23,32       | 33,69       |
| 2008 | 40,91       | 29,81       |
| 2014 | 39,59       | 15,17       |
| 2020 | 39,25       | 16,24       |